# Dosinia lochi
Dosinia lochi is een tweekleppigensoort uit de familie van de Veneridae. De wetenschappelijke naam van de soort is voor het eerst geldig gepubliceerd in 1992 door Healy & Lamprell.